# Загорський Іван Васильович
Іва́н Васи́льович Заго́рський (* 1861, Харків — † 20 квітня 1908, Одеса) — український актор, сподвижник корифеїв. Відомий за виступами в театрі Миколи Садовського.

## Життєпис
Загорський (Подзікунов) Іван Васильович народився у 1861 році (за іншими даними — у 1858) в Харкові.
З 14 років брав участь в аматорських колективах. На професійні сцені — з 1879 (російська трупа антрепренера М. М. Савіна, Харків).

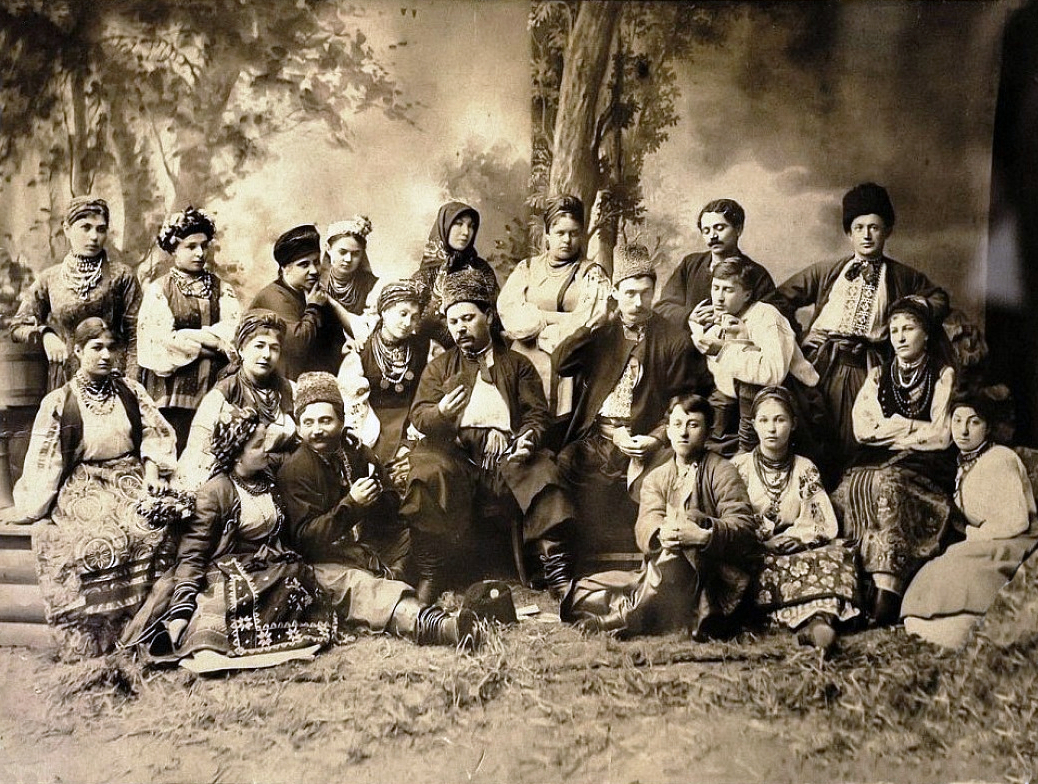
Трупа Кропивницького (сцена гри у карти), друга пол. 1880-х рр. Вгорі, з лївого боку починаючи: Нечай, Черновська, Затиркевич, Мартиненко, Нечай, Переверзева, Глєбов, Загорський.
Середнїй ряд: Доленко, Маркова, Заньковецька, Кропивницький, Садовський, Петро Карпенко, Ратмірова.
На долї: Хильченко (Тобилевичева), Саксаганський, Максимович, Полянська, Косюра

У 1880 у трупі антрепренера Г. Виходцева (Кременчук) познайомився з Марком Кропивницьким, під керівництвом якого працював до 1888 року.
У 1888—1900 працював у трупі М. К. Садовського. В 1900—1907 працював на російській сцені. У 1907 повернувся в український театр (трупи О. З. Суслова, М. К. Садовського).
Природжений комік, майстер яскравих епізодів.
В театрі Садовського Загорського Івана Оникійовича звали «великим», а Загорського Івана Васильовича  — «малим». В. Василько згадував: "Він справді був маленький на зріст і дуже рухливий. Старий досвідчений актор, сподвижник наших корифеїв, він володів великим даром перевтілення, був природженим коміком. Правда, іноді, на догоду глядачам, перегравав і вживав всіляких фортелів, хоча при його таланті це було зайвим. Грав усі перші комедійні ролі в українських класичних п'єсах і в новому європейському репертуарі. Створив яскраві образи: старого матроса Кобуса у «Загибелі „Надії“» Гейєрманса, Добчинського в «Ревізорі» М. Гоголя, Маюфеса в «Хазяїні» І. Карпенка-Карого. У трупі Загорський працював два роки."
Іван Васильович Загорський помер в Одесі 20 квітня 1908 року (за даними В. С. Василька він помер 23 квітня 1909).

## Ролі
- «Наймичка» Карпенка-Карого— Шинкар
- «Не судилося» Старицького — Шолома
- «Крути, та не перекручуй» Старицького — дід пасічник
- «Ой, не ходи, Грицю …» Старицького — Хома
- «Наталка-Полтавка» Котляревського — Возний
- «Ревізор» Гоголя — Добчинський
- «Глитай, або ж Павук» Кропивницького — Бичок
- «Загибель „Надії“» Гейєрманса — матрос Кобус
- «Хазяїн» Карпенка-Карого — Маюфес